# Vol Spantax 995
Le 13 septembre 1982, le vol Spantax 995, un vol charter international reliant Madrid, en Espagne, à New York, aux États-Unis, et assuré par un McDonnell Douglas DC-10 de la compagnie aérienne espagnole Spantax, s'est écrasé à la suite d'une sortie de piste après avoir interrompu le décollage, après une escale à l'aéroport de Malaga-Costa del Sol. 
Une évacuation d'urgence de l'avion a été effectuée, mais 50 des 394 personnes à bord sont décédées des suites de brûlures, d'intoxication à la fumée ou d'autres blessures causées par l'accident. 110 autres personnes ont également dû être hospitalisées.

## Avion
L'appareil impliqué était un McDonnell Douglas DC-10-30CF, immatriculé EC-DEG (numéro de série 46962/238). Cet avion gros-porteur a effectué son premier vol en avril 1977 et a été livré le 6 juin à la compagnie américaine Overseas National Airways (ONA). Par la suite, la compagnie Spantax l'a loué en octobre 1978. Il était propulsé par trois turboréacteurs de type General Electric CF6-50. Au moment de l'accident, il totalisait 15 364 heures de vol et 4 008 cycles (décollage/atterrissage).

## Passagers et équipage
Le vol 995 transportait 381 passagers et 13 membres d'équipage, répartis dans deux cabines en service. Parmi les 381 passagers se trouvaient en majorité des touristes américains, qui avaient réservé un voyage le long de la côte espagnole.
Le commandant de bord était Juan Pérez (55 ans), qui totalisait près de 16 129 heures de vol à son actif, dont 2 119 heures sur DC-10. Le copilote était Carlos Ramírez (33 ans), qui totalisait près de 6 489 heures de vol, dont 2 165 sur DC-10. Le mécanicien navigant était Teodoro Cabejas Barúque (33 ans), qui totalisait 19 427 heures de vol, dont 2 116 sur DC-10.
Des 13 membres d'équipage (y compris le personnel navigant et le personnel de cabine), tous étaient des citoyens espagnols.

## Accident
Le jour de l'accident, le DC-10 avait effectué la liaison entre l'aéroport de Palma de Majorque et l'aéroport Adolfo Suárez Madrid-Barajas, commercialisé en tant que vol Iberia 4439. Quelques heures plus tard, il a décollé directement vers l'aéroport de Malaga, opérant alors le vol 995. Après s'être arrêté à Malaga, il s'est ensuite dirigé vers le début de la piste 14 pour décoller en direction du sud-est. L'avion était alors presque à pleine charge, tous les sièges de l'avion étant réservés ; un passager supplémentaire était inscrit, bien qu'il s'agisse d'un bébé.
À 9h58 UTC, lorsque l'appareil entamait le décollage sur la piste 14, l'équipage et les passagers ont ressenti de fortes vibrations avant la vitesse de décision (V1), mais l'équipage a choisi de poursuivre le décollage. Après avoir atteint la vitesse de rotation (VR), le nez de l'appareil s'est relevé et les vibrations ont commencé à s'aggraver. 
Immédiatement, le commandant Perez a décidé d'interrompre le décollage, en abaissant le train d'atterrissage avant et a appliqué l'inversion de poussée et le freinage à pleine puissance. L'équipage a alors perdu le contrôle de l'avion et n'a pas pu s'arrêter avant la fin de la piste et l'avion a dépassé la piste à une vitesse de 110 nœuds (203 km/h), heurtant une installation ILS de l'aéroport, perdant le moteur n°3 (celui sous l'aile droite), puis a traversé l'autoroute N-340, reliant Malaga à Torremolinos, en percutant violemment un camion, avant de percuter un bâtiment agricole. La collision a arraché les trois quarts de l'aile droite et le stabilisateur horizontal droit. L'avion s'est finalement immobilisé dans un champ à environ 450 m du seuil de la piste 14.
L'impact initial a tué huit des 381 passagers présents à bord. L'évacuation qui a suivi l'accident a été chaotique, les passagers se précipitant vers les sorties de l'avion, beaucoup d'entre eux emportant avec eux leurs sacs et leurs effets personnels. Une hôtesse de l'air a essayé d'ouvrir la porte 4L, située à l'arrière gauche, mais a été prise de fumée avant de pouvoir l'ouvrir. La porte droite était également bloquée, en raison de la déformation du fuselage causée par l'impact, de sorte que la partie arrière a été évacuée par les portes 3L et 3R. En raison de la lenteur de l'évacuation, 42 personnes sont mortes à la suite d'inhalation de fumée. 
Au total, 47 passagers et 3 membres d'équipage sont morts dans l'incendie. 334 autres passagers et 10 membres d'équipage ont survécu, dont 110 ont du être hospitalisés, tandis que le chauffeur du camion accidenté sur la N-340 a été grièvement blessé.

## Enquête
L'accident du vol 995 a fait l'objet d'une enquête de la part de la Comisión de Investigación de Accidentes e Incidentes de Aviación Civil (CIAIAC) espagnoles et du Conseil national de la sécurité des transports (NTSB) américain. Les enregistreurs de vol ont été récupérés et envoyés à leurs fabricant Sundstrand (en), basé à Charlotte, en Caroline du Nord.
L'enquête a révélé que les vibrations ont été causées par le détachement partiel de la bande de roulement de la roue droite du train d'atterrissage avant, très probablement en raison du fait que l'avion était particulièrement lourd lors du décollage. Bien que cela ait été déterminé comme étant la cause principale de l'accident, les entretiens avec l'équipage ont révélé qu'ils n'étaient pas formés à autre chose qu'aux pannes moteur pendant le décollage.
La procédure standard demande alors que le décollage se poursuive après V1, et les pilotes l'ont initialement suivi. Cependant, les vibrations se sont fortement aggravées lors de la rotation et, ne connaissant pas la cause de ces vibrations, le commandant de bord a interrompu le décollage à 177 nœuds (328 km/h), soit 15 nœuds (28 km/h) au-dessus de V1, avec seulement 4 249 pieds (1 295 m) de piste restante. 
Des investigations ultérieures ont déterminé que la décision d'interrompre le décollage, bien que non conforme à la procédure standard, était dans ce cas considérée comme raisonnable, sur la base des différents problèmes auxquels l'équipage a dû faire face, le peu de temps disponible pour prendre la décision, le manque de formation en cas de défaillance sur le train d'atterrissage et l'absence de procédures pour un décollage en cas de panne autre que celle des moteurs.
Les enquêteurs ont également demandé que les passagers soient informés des dangers liés au fait d'emporter leurs bagages avec eux et que les membres d'équipage en cabine (PNC) disposent d'équipements de sécurité à proximité d'eux, tels que des mégaphones et des lampes de poche.